# Los vengadores (serie de televisión)
Los vengadores (en inglés: The Avengers) es una serie de televisión británica creada en 1961. Inicialmente, Los vengadores se centra en el Dr. David Keel (Ian Hendry) y su compañero John Steed (Patrick Macnee). Hendry dejó la serie después de la primera temporada y Steed se convirtió en el personaje principal, que se asoció con una sucesión de compañeras. Las compañeras más famosas de Steed fueron mujeres inteligentes y elegantes: Cathy Gale (Honor Blackman), Emma Peel (Diana Rigg) y más tarde Tara King (Linda Thorson). La serie se transmitió desde 1961 hasta 1969, y el primer episodio, «Hot Snow», se emitió el 7 de enero de 1961, y el episodio final, «Bizarre», el 21 de mayo de 1969.
Los vengadores fue producida por la Associated British Corporation (ABC), una cadena dentro de la red ITV. Después de una fusión en julio de 1968 la ABC se convirtió en Thames Television, que continuó la producción de la serie aunque todavía fue transmitida bajo el nombre de ABC. En 1969, Los vengadores se estaba emitiendo en más de 90 países. ITV produjo una secuela, Los nuevos vengadores (1976-1977), con Patrick Macnee regresando como John Steed, con dos nuevos compañeros.

## Resumen
La premisa de Los Vengadores giraba en torno a un dúo formado por el elegante y afable agente secreto de la Inteligencia Británica John Steed, y sus diversas compañeras, entre ellas Cathy Gale, Emma Peel y Tara King. Juntos investigan y frustran diversos planes criminales y de espionaje, a menudo involucrando villanos excéntricos y artilugios insólitos. Los problemas que encuentran son siempre un poco extraños, justo en el límite de la ciencia ficción (p. ej., cíborgs asesinos, una ciudad construida bajo una mina de carbón en desuso, una banda formada por adictos a la adrenalina o un asesino que utilizaba un virus del resfriado concentrado para matar a sus víctimas haciéndolas estornudar hasta la muerte). Steed es siempre lo máximo en cultura y gracia mientras salva el mundo cada semana.
Los vengadores se caracterizó por diferentes épocas mientras coestrellas iban y venían. El único constante era John Steed, interpretado por Patrick Macnee.

### 1961: con Dr. David Keel (Ian Hendry)
Associated British Corporation (como ABC Television) produjo una única temporada de Police Surgeon, en la que Ian Hendry interpretó al cirujano policial Geoffrey Brent, desde septiembre hasta diciembre de 1960. Mientras que Police Surgeon no duró mucho tiempo, los televidentes elogiaron a Hendry, y ABC Television lo incluyó en su nueva serie Los vengadores, que reemplazó a Police Surgeon en enero de 1961.
Los vengadores se inició en el episodio «Hot Snow», en el que el Dr. David Keel (Hendry) investiga el asesinato de su prometida y recepcionista de oficina Peggy por una red de narcotráfico. Un extraño llamado John Steed, quien estaba investigando la red, apareció y juntos se dedicaron a vengar su muerte en los dos primeros episodios. Luego, Steed pidió a Keel que lo acompañara cuando sea necesario para resolver crímenes. Hendry era considerado la estrella de la nueva serie, recibiendo su nombre en los créditos por sobre el de Macnee, y Steed no apareció en dos episodios.
A medida que avanzó la serie, la importancia de Steed aumentó, y protagonizó el último episodio de la primera temporada solo. Mientras Steed y Keel utilizaban su ingenio mientras se discutían los crímenes y los peligros, la serie también muestra la interacción, y a menudo tensión, entre el idealismo de Keel y el profesionalismo de Steed. Como se ve en uno de los dos episodios sobrevivientes de la primera temporada, «The Frighteners», Steed también tenía ayudantes entre la población que proporcionaban información, similar a los Irregulares de Baker Street de Sherlock Holmes.
La otra regular en la primera temporada fue Carol Wilson (Ingrid Hafner), la enfermera y recepcionista quien reemplazó a la asesinada Peggy. Carol asistía a Keel y Steed en casos, y en al menos un episodio («Girl on the Trapeze») estuvo en el centro de la acción, sin ser parte del círculo íntimo de Steed. Hafner había actuado junto a Hendry como una enfermera en Police Surgeon.
La serie fue filmada en sistema de televisión de 405 líneas usando una configuración multicámara. Había poco presupuesto para la edición y como resultado prácticamente no tiene imágenes en exteriores (aunque la primera toma del primer episodio era una toma en exteriores). Como era habitual en la época, las cintas de video de los primeros episodios de Los vengadores fueron reutilizadas. De la primera temporada, tres episodios completos todavía existen, como telegrabaciones en kinescopio de película de 16 mm. Los primeros 15 minutos del primer episodio también existen como una telegrabación; las imágenes que se han conservado terminan al final del primer acto, antes de la primera aparición de John Steed.

### 1962-64: con Cathy Gale (Honor Blackman), Venus Smith (Julie Stevens) y Dr. Martin King (Jon Rollason)
La producción de la primera temporada fue interrumpida por una huelga. Para el momento en el que la producción pudo comenzar la segunda temporada, Hendry había abandonado la serie para buscar una carrera en el cine. Macnee fue promovido a estrella y Steed se convirtió en el foco de la serie, inicialmente trabajando con una rotación de tres diferentes compañeros. El Dr. Martin King (Jon Rollason), una reescritura ligeramente disfrazada de Keel, vio acción en solamente tres episodios producidos a partir de guiones escritos para la primera temporada. King iba a ser un personaje de transición entre Keel y las dos nuevas compañeras femeninas de Steed, pero en tanto que los episodios del Dr. King fueron filmados primero, fueron emitidos fuera del orden de producción en medio de la temporada. El personaje fue abandonado posteriormente rápida y silenciosamente.
La cantante de club nocturno Venus Smith (Julie Stevens) apareció en seis episodios. Ella era una completa «aficionada», lo que significa que ella no tenía ninguna habilidad profesional de lucha contra el crimen como la que tenían los dos doctores. Le emocionaba estar participando en una aventura de «espionaje» junto con el agente secreto Steed (aunque algunos episodios — «The Removal Men», «The Decapod» — indican que no es siempre entusiasta al respecto). No obstante, parece estar atraída por él y su relación es algo similar a la que más tarde se mostró entre Steed y Tara King. Sus episodios destacaban interludios musicales mostrando sus actuaciones musicales. El personaje de Venus experimentó una revisión durante su período, adoptando vestimentas y comportamientos más juveniles.
El primer episodio emitido en la segunda temporada introduciría a la compañera que transformaría la serie en el formato por el cual es más recordado. Honor Blackman interpretó a la Dra. Cathy Gale, una antropóloga ingeniosa y segura de sí misma que era experta en judo y era una apasionada de la ropa de cuero. Viuda durante los años de la rebelión del Mau Mau en Kenia, era la «aficionada con talento» que veía su ayuda a los casos de Steed como un servicio a su nación. Se decía que nació el 5 de octubre de 1930 a medianoche y que fue criada en África. Durante su tiempo con Steed, Gale rondaba la treintena, a diferencia de los personajes femeninos de series similares, que solían ser más jóvenes.
Gale no se parecía a ningún personaje femenino visto antes en la televisión británica y se convirtió en un nombre muy popular. Al parecer, parte de su encanto se debió a que sus primeras apariciones fueron episodios en los que los diálogos escritos para Keel le fueron simplemente transferidos a ella. El guionista de la serie, Dennis Spooner, dijo al respecto que «Existe la famosa historia de cómo Honor Blackman interpretó la parte de Ian Hendry, razón por la cuál la vistieron de cuero y demás—¡era mucho más barato que cambiar las líneas!». En el episodio «Conspiracy of Silence», Gale se mantiene firme en un vociferante desacuerdo táctico con su compañero.
Venus Smith no regresó para la tercera temporada y Cathy Gale se convirtió en la única compañera regular de Steed. La serie estableció un nivel de tensión sexual entre Steed y Gale, pero a los guionistas no se les permitió ir más allá de coqueteos e indirectas. A pesar de esto la relación entre Steed y Gale era progresiva para los años 1962 y 1963. En el episodio «The Golden Eggs» se revela que Gale vivía en el apartamento de Steed, y que su renta consistía en mantener la nevera bien surtida y cocinar para él (si bien ella parece no hacer ninguna de las dos cosas). Sin embargo, se dijo que esto era un arreglo temporal mientras Gale buscaba una nueva casa, y que Steed estaba durmiendo en un hotel.
Durante la primera temporada se sugirió ocasionalmente que Steed trabajaba para una rama de la inteligencia británica, y este punto fue ampliado en la segunda temporada. Steed recibía órdenes inicialmente de diversos superiores, incluyendo alguien referido como «Charles» y «One-Ten» (lit., Uno-Diez). Para la tercera temporada la entrega de las órdenes a Steed no era mostrada en pantalla ni era explicada. En el episodio «The Nutshell» se muestra la organización secreta a la que pertenece Steed, y Gale realiza su primera visita a su sede.
En ocasiones se hicieron pequeñas referencias al pasado de Steed. En el episodio «Death of a Batman» de la tercera temporada se dijo que Steed estuvo en la Segunda Guerra Mundial y en Múnich en 1945. En el episodio de la cuarta temporada «The Hour That Never Was» Steed asiste a una reunión de su regimiento de la RAF. 
Una versión cinematográfica de la serie estaba en sus etapas iniciales de planificación para finales de 1963 después de que se completó la tercera temporada. Una temprana propuesta de historia ponía a Steed y Gale junto con una pareja masculina y femenina de agentes estadounidenses, para hacer que la película fuera atractiva para el mercado estadounidense. Antes de que el proyecto pudiera ganar impulso, Blackman fue seleccionada para aparecer junto a Sean Connery en la película de James Bond Goldfinger, lo que significó que tendría que abandonar la serie.

#### Transformación de la serie
Durante la época de Gale, Steed pasó de ser un rudo agente de gabardina a un estereotípico caballero inglés, con todo y su traje de Savile Row, bombín y paraguas, con ropa diseñada luego por Pierre Cardin. (Steed había vestido primero bombín y llevado su distintivo paraguas durante la primera temporada como se muestra en el episodio «The Frighteners»). Pronto se reveló que el bombín y el paraguas estaban llenos de trucos como una espada que está escondida dentro del mango del paraguas o una placa de acero oculta en el sombrero. Estos artículos se vieron reflejados en los títulos franceses, alemanes y polacos que se le dieron a la serie, Chapeau melon et bottes de cuir («Sombrero de bombín y botas de cuero»), Mit Schirm, Charme und Melone («Con paraguas, encanto y bombín») and Rewolwer i melonik («Revólver y bombín»), respectivamente. Con sus impecables modales, sofisticación clásica y automóvil antiguo, Steed llegó a representar al inglés tradicional de una época anterior.
Por el contrario sus compañeras eran jóvenes, progresistas y siempre vestidas a la última moda. Los innovadores trajes de cuero de Gale se ajustaban a sus muchas y atléticas escenas de lucha. Honor Blackman se convirtió en una estrella en Gran Bretaña con sus trajes de cuero negro y botas (apodadas «kinky boots», lit. botas pervertidas) y su estilo de lucha basado en judo. Macnee y Blackman llegaron incluso a lanzar una canción llamada «Kinky Boots». Blackman también carga una pistola en el episodio «Killer Whale». Algunas de las prendas vistas en Los vengadores fueron diseñadas en el estudio de John Sutcliffe, quien publicaba la revista fetichista AtomAge.
El guionista de la serie, Dennis Spooner, comentó sobre la razón por la que la serie frecuentemente mostraba a Steed visitando concurridos lugares públicos tales como el aeropuerto de Londres sin que nadie estuviera presente en la escena. «'¿No tienen con qué pagarle a algunos extras?' preguntaban. Bueno, no era por eso. Es sólo que Steed tenía que estar solo para ser aceptado. ¡Pónganlo en una multitud y va a llamar muchísimo la atención! Seamos realistas, con gente normal él es raro. El truco para hacerlo aceptable es nunca mostrarlo en un mundo normal, sólo luchando contra villanos que son más raros que él».

### 1965-68: con Emma Peel (Diana Rigg)
En 1965, la serie fue vendida a una cadena de Estados Unidos, la American Broadcasting Company (ABC). Los vengadores se convirtió en una de las primeras series británicas en ser retransmitidas por televisión en Estados Unidos en horario estelar. La cadena ABC pagó la entonces sin precedentes suma de $2 millones de dólares por los primeros 26 episodios. El presupuesto promedio para cada episodio era presuntamente de £ 56 000, que era alto para la industria británica. La cuarta temporada se transmitió en Estados Unidos entre marzo y diciembre de 1966. Cada episodia terminaba con el logo de ABC Weekend TV.
El acuerdo con los Estados Unidos significó que los productores podían darse el lujo de empezar a filmar la serie en película de 35 mm, y la producción se transfirió de los estudios televisivos de la ABC en Teddington a los estudios cinematográficos de Elstree. El uso de película en lugar de videocinta era esencial ya que el sistema de video de 405 líneas británico era técnicamente incompatible con el formato de video NTSC de los Estados Unidos. Producciones filmadas eran estándar en televisión de horario estelar de los Estados Unidos en aquel momento. Los vengadores continuó siendo producida en blanco y negro. 
La transferencia a película significó que los episodios serían filmados utilizando la configuración de cámara única, dando mayor flexibilidad de producción. El uso de la producción cinematográfica y el estilo de producción monocámara permitió más sofisticados efectos visuales y ángulos de cámara, y más tomas exteriores al aire libre, todos los cuales mejoraron grandemente el aspecto de la serie. Como era estándar en la producción de televisión británica filmada a lo largo de los años sesenta, todo trabajo en exteriores en la cuarta temporada se filmaba sin sonido, y la banda sonora era creada en posproducción. Las escenas de diálogos eran filmadas en el estudio, llevando a algunos saltos entre escenas en exteriores y en el estudio.
La nueva compañera, la Sra. Emma Peel (Diana Rigg) debutó en esta temporada en octubre de 1965. El nombre del personaje deriva de un comentario de los guionistas, durante el desarrollo, que querían un personaje con «atractivo para los hombres» (en inglés «man appeal»). En uno de los primeros intentos de incorporar este concepto en el nombre del personaje, se le llamó «Samantha Peel», acortado al extraño «Mantha Peel». Finalmente, los guionistas, encontrando incómodo el apócope, comenzaron a referirse a la idea usando la clave verbal «M. Appeal», que dio origen al nombre definitivo del personaje. Emma Peel, cuyo esposo desapareció mientras volaba sobre el Amazonas, mantenía la autoconfianza de Gale, combinada con habilidades de lucha superiores, inteligencia y un sentido de la moda contemporáneo.
Después de que más de 60 actrices habían sido audicionadas, la primera opción para interpretar el papel fue Elizabeth Shepherd. Sin embargo, tras filmar un episodio y medio («The Town of No Return» y parte de «The Murder Market»), Shepherd fue liberada de su contrato. Su personalidad en pantalla se consideraba menos interesante que la de Gale y se decidió que no era la adecuada para el papel. Otras 20 actrices fueron audicionadas antes de que el director de casting sugiriera a los productores Brian Clemens y Albert Fennell que vieran un drama televisivo en el que actuaba la relativamente desconocida Diana Rigg. (Rigg había aparecido anteriormente en un episodio de The Sentimental Agent, serie que Clemens había escrito). Su prueba con Macnee demostró que los dos inmediatamente trabajaban bien juntos.
Un prólogo fue añadido al principio de todos los episodios de la cuarta temporada para las transmisiones estadounidenses. Esto tenía el objeto de aclarar la confusión inicial entre algunos espectadores estadounidenses respecto a los personajes y su misión. En la apertura, un mesero que sostiene una botella de champán cae muerto sobre un tablero de ajedrez de tamaño humano; una daga sobresale de un blanco en su espalda. Steed y la Sra. Peel (vestida con su característico catsuit de cuero) caminan hacia el cuerpo mientras una voz explica: «Extraordinarios crímenes contra el pueblo y el Estado, tienen que ser vengados por agentes extraordinarios. Dos de estas personas son John Steed, profesional superior y su compañera Emma Peel, aficionada con talento. También conocidos como Los vengadores». Durante esta voz en off, Steed toma la botella de champán y sirve dos copas, mientras que la Sra. Peel guarda su pistola en una de sus botas. Brindan con el champán y se van juntos, mientras la escena es fundida a negro y luego empiezan los títulos de apertura.

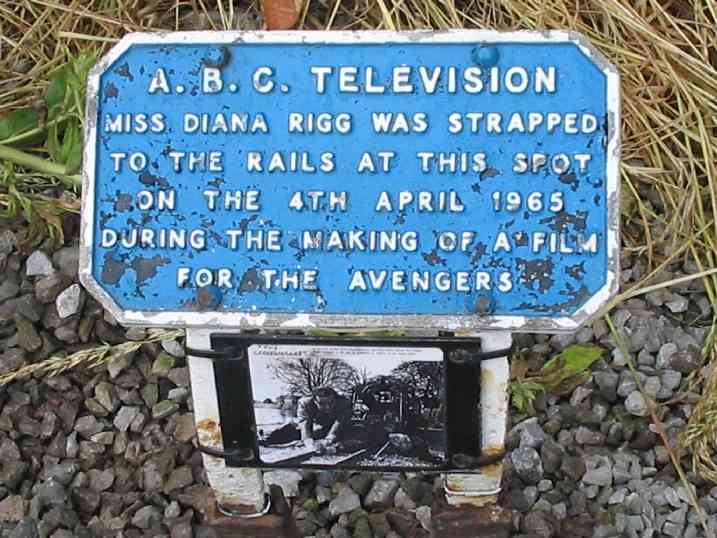
Placa presentada por ABC TV al ferrocarril en miniatura Stapleford, donde se realizó el rodaje de un episodio de Los vengadores, que todavía está en uso hoy en día.

En contraste con los episodios de Gale, hay un tono más ligero y cómico en las interacciones entre Steed y Peel y en sus reacciones a otros personajes y situaciones. Las temporadas anteriores tenían un tono más fuerte, y en la época de Gale incluyeron tramas de espionaje muy serias. Esto desapareció casi completamente, ya que Steed y Peel disfrutaban visiblemente de intentar decir mejores ocurrencias que el otro. El aire de conflicto con Gale—que en ocasiones abiertamente se molestaba por ser utilizada por Steed, a menudo sin pedirle permiso—está ausente en la interacción de Steed con Peel. Asimismo, la tensión sexual entre Steed y Gale es bastante diferente de la tensión entre Steed y Peel. En ambos casos, la relación exacta entre la pareja queda ambigua, aunque parecían tener carta blanca para visitar las casas del otro cuando les placiera, y como con Gale, no eran infrecuentes las escenas que sugerían que Steed había pasado la noche en casa de Peel o viceversa. Aunque nada «indecoroso» se muestra, la química obviamente mucho más estrecha entre Steed y Peel sugiere constantemente intimidad entre los dos.
Elementos de fantasía y ciencia ficción (un estilo conocido después como Spy-Fi) también comenzaron a emerger en las historias. El dúo encuentra robots asesinos («The Cybernauts»), telépatas («Too Many Christmas Trees») y plantas carnívoras alienígenas gigantes («The Man-Eater of Surrey Green»). Cabe destacar que en las escenas de peleas, en especial, la señora Peel y más tarde el señor Steed hacen aplicaciones básicas de técnicas de artes marciales, en este caso, karate, sistemas de defensa personal desconocidos a fines de los 60 en occidente.
En su cuarto episodio, «Death at Bargain Prices», la Sra. Peel toma un trabajo encubierto en una tienda por departamentos. Su uniforme como promotora de juguetes de la era espacial es un catsuit de cuero elaborado más botas plateadas, faja y guantes de soldador. El traje (menos los accesorios plateados) se convierte en su traje distintivo, que usaba principalmente para escenas de lucha en los primeros episodios y en los títulos. Algunos episodios tienen un aire fetichista. En «A Touch of Brimstone» la Sra. Peel viste un traje de dominatrix con todo y corsé, botas de tacón alto y collar con púas para convertirs en la «Reina del Pecado».

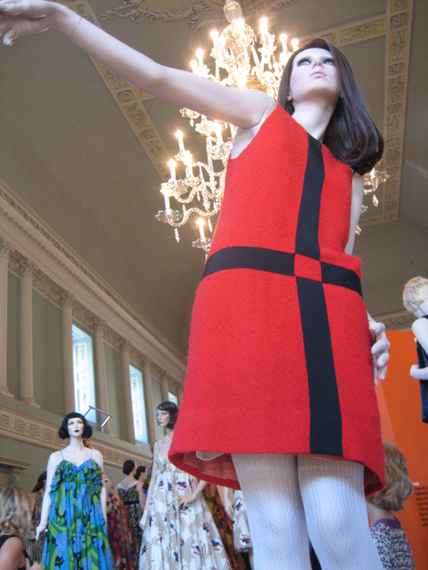
Minivestido John Bates, 1965, basado en un diseño para Emma Peel en Los vengadores.

La moda vanguardista de Peel, con acentos audaces y patrones geométricos de alto contraste, destacaban su personalidad juvenil y contemporánea. Para la temporada de 1965, algunos de sus atuendos más memorables fueron diseñados por John Bates, incluidos minivestidos y accesorios gráficos en blanco y negro de op-art y un conjunto de vinilo plateado compuesto por corpiño, chaqueta y pantalones de tiro bajo. Ella representa la Inglaterra moderna de los años sesenta—tal ycomo Steed, con su estilo y manierismos vintage, personifica la nostalgia de la época eduardiana. Según Macnee en su libro Los vengadores y yo, a Rigg no le gustaba usar cuero e insistió en una nueva línea de ropa deportiva de tela para la quinta temporada. Alun Hughes, quien había diseñado ropa para el armario personal de Diana Rigg, fue sugerido por la actriz para diseñar la nueva ropa «más suave» de Emma Peel. Pierre Cardin fue traído para diseñar un nuevo vestuario para Macnee. En Estados Unidos, TV Guide realizó una nota de cuatro páginas sobre los nuevos trajes de Rigg (10–16 de junio de 1967). Ocho trajes ajustados en una variedad de colores brillantes se crearon utilizando la flexible tela del crepé de poliéster.
Después de una temporada (de 26 episodios) filmada en blanco y negro, Los vengadores empezó a filmar en color para la quinta temporada en 1966. Esto fue tres años antes de que la cadena ITV de Gran Bretaña comenzara a transmitir a todo color. Los primeros 16 episodios de esta temporada fueron emitidos de manera concurrente en los Estados Unidos (a color) y el Reino Unido (a blanco y negro), de enero a mayo de 1967. Ocho episodios adicionales fueron transmitidos en el Reino Unido empezando a finales de septiembre, mientras que fueron postergados en los EE. UU. hasta comienzos de 1968, donde fueron inmediatamente seguidos por el primer grupo de episodios en los que aparecía el reemplazo de Rigg, Linda Thorson. El prólogo estadounidense de la cuarta temporada fue modificado para los episodios a color. El programa abría con el título The Avengers In Color (Los vengadores a color, requerido por la ABC estadounidense para todas las series en color en aquel momento). Esto era seguido por Steed quitando la lámina de una botella de champán y Peel descorchando la botella de un disparo, para luego servirse dos copas de champán. A diferencia de la apertura de «tablero de ajedrez» de las temporadas anteriores, este nuevo prólogo no tenía una narración en off, y fue incluido también en las emisiones de la temporada en el Reino Unido.
Los primeros 16 episodios de la quinta temporada empezaban con Peel recibiendo un mensaje de llamada al deber de Steed: «Sra. Peel, nos necesitan». Peel se ocupaba haciendo sus actividades normales cuando inesperadamente recibía un mensaje en una tarjeta de visita o dentro de un regalo entregado, punto en el cual Steed aparecía (generalmente en su apartamento). Los mensajes fueron entregados por Steed en formas cada vez más extrañas a medida que avanzaba la serie: en un periódico que Peel acababa de comprar, en semáforos mientras estaba conduciendo, Steed apareciendo en el televisor de Peel interrumpiendo una vieja película de ciencia ficción (en realidad clips de un episodio anterior, «The Cybernauts»), o Peel encontrando un tren de juguete en su apartamento con una nota en uno de los vagones del tren que dice «Sra. Peel», antes de caminar hacia Steed, que dice «se la necesita», entre muchos otros. Las escenas con el mensaje «Sra. Peel, nos necesitan» fueron finalmente retiradas después de los primeros 16 episodios, después de una pausa en la producción, por razones financieras. Ellas fueron consideradas por las cadenas del Reino Unido como desechables si Los vengadores iban a regresar a las pantallas de ITV.
Las historias se caracterizaron cada vez más por una dirección futurista y de ciencia ficción, con científicos locos y sus creaciones causando estragos. El dúo tuvo que lidiar con ser reducidos al tamaño de muñecos («Mission... Highly Improbable»), con gatos que eran alterados eléctricamente para convertirse en feroces y letales «tigres en miniatura» («The Hidden Tiger»), con autómatas asesinos («Return of the Cybernauts»), máquinas de transferencia de mente («Who's Who???») y enemigos invisibles («The See-Through Man»).
La serie parodió a series estadounidenses contemporáneas con episodios como «The Girl From AUNTIE», «Mission... Highly Improbable» y «The Winged Avenger» (parodiando a El agente de CIPOL, Misión: Imposible y Batman, respectivamente). El programa seguía teniendo el formato básico: Steed y su compañera eran asignados para resolver el problem en el transcurso de un episodio de 50 minutos, preservando así la seguridad de la Gran Bretaña de la década de 1960.
La comedia era evidente en los nombres y siglas de las organizaciones. Por ejemplo, en «The Living Dead», dos grupos rivales que examinan supuestos avistamientos fantasmas: FOG (Friends Of Ghosts, «amigos de los fantasmas»; fog significa 'neblina') y SMOG (Scientific Measurement Of Ghosts, «medición científica de los fantasmas»). «The Hidden Tiger» presenta la Philanthropic Union for Rescue, Relief and Recuperation of Cats («Unión filantrópica para el rescate, socorro y recuperación de los gatos») — PURRR — dirigida por personajes denominados Cheshire, Manx y Angora. 
La serie también ocasionalmente adoptó un tono metaficticio, cercano a romper la cuarta pared. En el episodio de la quinta temporada «Something Nasty in the Nursery» Peel referencia directamente la convención narrativa de la serie de que fuentes de información potencialmente útiles mueran justo antes de que ella o Steed lleguen. Esto precisamente ocurre entonces a los pocos minutos. En la escena final del mismo episodio, Steed y Peel le dicen a los espectadores – indirectamente – que los sintonicen la semana que viene.
La doble de Diana Rigg fue la actriz Cyd Child, aunque el doble Peter Elliot dobló a Rigg en una escena de riesgo en «The Bird Who Knew Too Much».

#### Partida de Rigg
Rigg estaba inicialmente descontenta con la forma en que era tratada por los productores de la serie. Durante su primera temporada se enteró de que le pagaban menos que al camarógrafo. Exigió un aumento de sueldo, que la pusiera más a la par con su coestrella masculina, o dejaría la serie. Los productores accedieron, gracias a la gran popularidad de la serie en Estados Unidos. Al final de la quinta temporada en 1967, Rigg dejó la serie para dedicarse a otros proyectos. Este incluyó seguir los pasos de Honor Blackman en interpretar un papel protagonista en una película de James Bond, en este caso On Her Majesty's Secret Service como la esposa de James Bond, Tracy Bond.
El 25 de octubre de 2015, para conmemorar los 50 años de Emma Peel, el British Film Institute proyectó un episodio de Los vengadores seguido de una entrevista en el escenario con Rigg, durante el cual discutió sus motivos para abandonar el programa y la reacción de Macnee a su salida.

### 1968-69: con Tara King (Linda Thorson)
Cuando Diana Rigg dejó la serie en octubre de 1967, los ejecutivos de la cadena británica decidieron que la actual fórmula de la serie, a pesar de resultar en un éxito popular, no podría intentarse aún más. Por lo tanto decidieron que un «retorno al realismo» era apropiado para la sexta temporada (1968-69). Brian Clemens y Albert Fennel fueron reemplazados por John Bryce, productor de la mayoría de los episodios de la época de Cathy Gale.
Bryce tenía una situación difícil en las manos. Tenía que encontrar un reemplazo para Diana Rigg y filmar los siete primeros episodios de la nueva temporada, que debían ser enviados a Estados Unidos junto con los ocho últimos episodios de color de Emma Peel. Bryce firmó a su entonces novia de 20 años de edad, Linda Thorson, como la nueva coprotagonista femenina y escogió el nombre «Tara King» para su personaje. Thorson desempeñó el papel con más inocencia en mente y corazón; y a diferencia de las anteriores alianzas con Cathy y Emma, los escritores permitieron sutiles insinuaciones de romance florecer entre Steed y King. King también se diferenció de las compañeras anteriores de Steed en que era una plena (aunque inicialmente inexperta) agente que trabaja para la organización de Steed; todas sus compañeras anteriores habían sido (en las palabras del prólogo utilizado para las emisiones estadounidenses de la primera temporada de Rigg) aficionadas con talento. Bryce quería que Tara fuera rubia, por lo que el cabello castaño de Thorson fue teñido. Sin embargo, el proceso daño el cabello de Thorson, así que tuvo que usar pelucas por el primer tercio de sus episodios, hasta que su propio cabello creciera de nuevo. Su cabello castaño natural no fue visto hasta el episodio «All Done with Mirrors».
Problemas financieros y dificultades internas socavaron el esfuerzo de Bryce durante la producción de los primeros siete episodios de la sexta temporada. Sólo logró completar tres episodios: «Invitation to a Killing» (un episodio de 90 minutos introduciendo a Tara King), «The Great, Great Britain Crime» (algunas de sus imágenes originales fueron reutilizados en el episodio de 1969 «Homicide and Old Lace») y «Invasion of the Earthmen» (que sobrevivió relativamente intacta excepto las escenas en las que King lleva una peluca castaña).
Tras la proyección de un corte de estos episodios a ejecutivos de los estudios, Bryce fue despedido y Clemens y Fennel fueron convocados de nuevo. A su regreso, un cuarto episodio llamado «The Murderous Connection» estaba en su segundo día de producción. Después de revisar el guion, fue renombrado como «The Curious Case of the Countless Clues» y la producción se reanudó. Producción del episodio «Split!», un guion sobrante de la temporada en color de Emma Peel, procedió. También fueron filmados dos episodios completamente nuevos: «Get-A-Way» y «Look (Stop Me If You've Heard This One) But There Were These Two Fellers».
Dennis Spooner dijo sobre la situación que:

Brian dejó Los vengadores por tres episodios, alguien asumió el control y cuando Brian regresó, estaba en un estado terrible. Tuvo que hacer una reescritura en una película que ya había sido filmada. El episodio tuvo un error de historia donde Steed se va a un destino. Los villanos se dan cuenta de esto y lo persiguen, pero llegan antes de que Steed lo haga. Fue arreglado haciendo que un personaje preguntara a Steed '¿Qué te tomó tanto tiempo?', a lo que él responde 'He venido de la manera más bonita'. Solo puedes hacer eso en Los vengadores, lo ves. Era mi programa favorito para trabajar.

Clemens y Fennel decidieron filmar un episodio nuevo para introducir a Tara King. Este, el tercer episodio filmado para la sexta temporada, fue titulado «The Forget-Me-Knot» y despidió a Emma Peel y presentó a su sucesora, una entrenada pero inexperta agente llamada Tara King. Sería emitido como el primer episodio de la sexta temporada. King debuta en estilo dinámico: cuando Steed es llamado a la sede, es atacado y derribado por la agente aprendiz King quien lo confunde con su compañero de entrenamiento.
Ninguna escena de despedida para Emma Peel había sido filmada cuando Diana Rigg dejó la serie. Rigg fue llamada para «The Forget-Me-Knot», a través del cual Peel actúa como compañera de Steed como de costumbre. Rigg también filmó una escena de despedida para Emma que apareció como la escena final del episodio. Se explicó que el esposo de Peel, Peter Peel, fue encontrado con vida y rescatado, y dejó el servicio secreto británico para estar con él. Peel visita a Steed para decir adiós, y mientras se va pasa al lado de King en la escalera dándole consejos. Steed mira por la ventana como Peel entra en el Bentley conducido por Peter, quien desde la distancia parece asemejarse a Steed.
El episodio original de introducción de King de Bryce, «Invitation to a Killing», fue revisado como un episodio regular de 60 minutos llamado «Have Guns Will Haggle». Estos episodios, junto con «Invasion of the Earthmen» y los ocho últimos episodios de color de Peel, fueron enviados a los Estados Unidos en febrero de 1968.
Para esta temporada el funcionario del gobierno que daba sus órdenes a Steed fue representado en la pantalla. «Madre», introducido en «The Forget-Me-Knot», es un hombre en silla de ruedas. El papel fue tomado por Patrick Newell, quien había interpretado papeles diferentes en dos episodios anteriores, más recientemente en la quinta temporada. La sede de Madre cambiaría de un lugar a otro, incluyendo un episodio donde su oficina completa estaba en el nivel superior de un autobús de dos pisos.
Agregada más adelante como una regular fue la asistente muda de Madre, Rhonda (Rhonda Parker). Hubo una aparición de una agente oficial denominada «Padre», una anciana ciega interpretada por Iris Russell (Russell había aparecido en la serie varias veces anteriormente en otros roles). En un episodio, «Killer», Steed es emparejado con Lady Diana Forbes Blakeney (Jennifer Croxton) mientras que King está de vacaciones.
El guionista Dennis Spooner luego reflexionó sobre la serie: «Cuando escribí «Look (Stop Me If You've Heard This One) But There Were These Two Fellers», pensé sin duda que sería la última temporada. Que no iban a hacer ninguna más, así que en esa temporada fuimos sólo para arriba; fuimos muy raros, porque sabían que no iba a haber más».
Spooner dijo que la serie «funcionó porque se convirtió en una parodia de sí misma. Sólo puedes hacer eso por cierto tiempo». En general atribuye el éxito del show a su enfoque ligero. «Parodiamos todo, tomamos Misión: Imposible, Bad Day at Black Rock, High Noon, The Dirty Dozen, The Birds... los llevamos todos. A los cinéfilos les encantaba. Siempre hubo líneas en lo que la gente sabía lo que estábamos hablando».
La serie revisada continuó siendo transmitida en los Estados Unidos. Los episodios con Linda Thorson como King demostraron tener altos ratings en Europa y el Reino Unido. En los Estados Unidos sin embargo, la cadena ABC que llevaba la serie optó por emitirla opuesta al programa número uno en el país en el momento, Rowan & Martin's Laugh-In. Steed y King no pudieron competir con ello, y el programa fue cancelado en los Estados Unidos. Sin este vital respaldo comercial, producción no pudo continuar en Gran Bretaña tampoco, y la serie terminó en mayo de 1969. La escena final del episodio final («Bizarre») tiene a Steed y King, vasos de champán en mano, accidentalmente lanzándose en órbita a bordo de un cohete, mientras Madre rompe la cuarta pared y dice a la audiencia «¡Van a estar de vuelta!», antes de añadir en estado de shock, «¡Ellos están solos allí!».

## Música
En la temporada de 1961 aparece un tema con influencias de jazz de John Dankworth. El tema musical de Dankworth fue reelaborado para la tercera temporada. El primer tema de Dankworth se registró en el sello Columbia, en un sencillo de 45 rpm y una nueva grabación, similar al tema reelaborado se emitió en Fontana en 1963. Una versión muy fiel fue lanzada por Johnny Gregory.
Cuando Rigg se unió a la serie en 1965, se introdujo un nuevo tema musical por Laurie Johnson. Esto se basó en un título anteriormente publicado, en un LP llamado The Shake. (que capitalizó en la moda de la danza del shake de los años 60). Para la temporada de color (1967), se añadió una sección de percusión para acompañar a la nueva secuencia al comienzo de cada episodio. Johnson reelaboró nuevamente el tema cuando Linda Thorson se unió a la serie, añadiendo una melodía de trompeta, basada en el leitmotiv de Tara King desde el episodio final de Rigg «The Forget-Me-Knot». El nuevo tema debutó en los títulos de cierre de «The Forget-Me-Knot», que introdujo a Thorson. Fue mucho más dinámico e incluía una sección de percusión más frenética. Los episodios filmados contenían partituras especialmente compuestos por Johnson. Para acompañar la solicitud del Steed «Sra. Peel – le necesitan!», compuso un breve pieza, y también hubo un tema especial para Peel. Para la temporada de Thorson, una pieza característica fue compuesta para acompañar la escena final de cada episodio. Muchas de los temas más memorables de las temporadas Rigg/Thorson, incluyendo los temas de los títulos de apertura y cierre fueron lanzados comercialmente en CD en 2009.
Debido a un compromiso profesional para componer la banda sonora para la película Hot Millions, Johnson pidió la ayuda de su tecladista, Howard Blake, quien compuso la banda sonora de algunos de los episodios de la última temporada, así como música adicional para otros episodios que Johnson no tuvo tiempo para completar. Estos fueron compuestos en un estilo muy similar al de Johnson, probablemente por pedido, o un sentido de lealtad. En 2011, para conmemorar el 50 aniversario de la serie, estas partituras casi completas por Blake, incluyendo los temas de los títulos principales y finales de Johnson, fueron publicados en un doble set de CDs. Del tema original de Johnson, innumerables versiones han sido lanzadas en vinilo y CD, y el tema de apertura fue retenido en la serie Los nuevos vengadores.
Johnson posteriormente colaboró con Clemens en otros proyectos, incluyendo el tema de Los nuevos vengadores.

## Automóviles
Los automóviles utilizados en la serie llegaron a ser casi tan famosos como los actores. A partir de la 4.ª temporada, los autos distintivos de Steed fueron seis autos antiguos de carreras o de ciudad Bentley 1926–1928, incluyendo Bentleys 4.5 Litros y Bentleys 6.5 Litros (aunque, sorpresivamente, en «The Thirteenth Hole» maneja un Vauxhall 30-98). En la última temporada condujo dos Rolls Royces amarillos: un Rolls-Royce Silver Ghost de 1923 y un Rolls-Royce New Phantom de 1927. Peel condujo deportivos convertibles Lotus Elan (uno blanco de 1964 y uno celeste de 1966). Durante la primera temporada de Peel, cada episodio terminó con una escena corta de comedia del dúo abandonando la escena de su más reciente aventura en algún vehículo inusual. Madre apareció también ocasionalmente en Rolls-Royces plateados. Tara King condujo un AC 428 y un Lotus Europa. Lady Diana Forbes Blakeney condujo un MGC Roadster.

## Equipo de producción
Sydney Newman, que más tarde pasaría a encabezar la creación de Doctor Who de la BBC, nunca recibió crédito en pantalla como el creador de Los vengadores. En su libro de memorias, The Avengers and Me, Patrick Macnee le preguntó a Newman sobre esto. Newman explicó que nunca buscó crédito en pantalla de la serie porque durante su anterior período en la Canadian Broadcasting Corporation, dichos créditos no eran dados, y nunca pensó en conseguir uno de Los vengadores.
El equipo de producción cambió durante la larga duración de la serie, particularmente entre la tercera y la cuarta temporada, pero la influencia de Brian Clemens fue sentida por sobre todo. Escribió el segundo episodio y se convirtió en el más prolífico guionista de la serie. Los productores sucesores, Leonard White, John Bryce y Julian Wintle se convirtieron en los productores de la cuarta temporada, con Brian Clemens siendo acreditado como productor asociado y Albert Fennell como «a cargo de la producción». La quinta temporada, hecha por ABC Television Films, (que se creó durante la fusión de la Associated British Corporation y Associated Redifussion formando Thames Television). Clemens y Fennell se convirtieron en los coproductores, con Wintle como productor ejecutivo. Para la sexta temporada, después de que su primer productor John Bryce se fue, Clemens y Fennell regresaron como coproductores, los primeros episodios también dan crédito a Julian Wintle como consultor de la serie y Philip Levene como consultor de historia.
Ray Austin llegó a ser el arreglista de escenas de lucha para las temporadas 4 y 5, introduciendo kung fu a la serie. Austin había estado entrenando con Chee Soo y trabajaron técnicas de feng shou kung fu y tai chí en las escenas de lucha y las secuencias de créditos, por lo que Austin, Soo y Diana Rigg fueron incluidos en el libro Guinness de los récords como las primeras personas en mostrar kung fu en la televisión. Más tarde Austin se convirtió en un prolífico director de televisión. Joe Dunne asumió el control para la temporada 6.

## Recepción en América del Norte
Aunque telegrabaciones de la segunda y la tercera temporada fueron vistas en Canadá desde 1963, las primeras dos temporadas (la primera temporada no fue vendida en el extranjero) de Los vengadores no fueron difundidas en la televisión en los Estados Unidos. ABC compró los derechos para transmitir las temporadas 4 y 5 en los Estados Unidos en 1965. La venta de Los vengadores a la televisión de los Estados Unidos provocó un cambio en el estilo de producción desde el soporte multicadena británico de 405 líneas hasta el método de grabación de una sola cámara, originado en una película de 35 mm.
El especialista y doble de riesgo de la serie Ray Austin opinó que la violencia de la serie dañó en última instancia su éxito popular en los Estados Unidos, donde Los vengadores fue emitida en un horario tardío debido a su violencia. «Lo hicieron con Los vengadores primero aquí [en los Estados Unidos], con Diana Rigg. Nos subieron a las 11:30 p. m. en la CBS [sic], porque era demasiado violenta». Austin continúa explicando que la televisión de Estados Unidos sigue un «código diferente». Austin dijo que en Los vengadores «estábamos decididos a hacer el show a nuestra manera, la manera inglesa, y nadie iba a detenernos. Y, de hecho, nadie nos lo impidió. Nunca, nunca tuvimos horario estelar. Y fue nuestra propia culpa, porque nosotros no complacimos al medio oeste. Es de donde viene el dinero en este país, no de ninguna otra parte. Olvídate de Los Ángeles, olvídate de Nueva York — tienes que apuntar para el medio oeste. Si el medio oeste ve tu programa, lo lograste». En realdad, la primera y segunda temporadas de episodios de Emma Peel fueron transmitidas principalmente a las 10:00 p. m. en ABC. Los episodios finales de Rigg y todos los episodios de Linda Thorson fueron transmitidos principalmente a las 7:30 p. m., también en ABC.
La censura estadounidense se opuso a cierto contenido, en particular el episodio «A Touch of Brimstone» que contó con una versión moderna del Club del Fuego Infernal y terminó con Peel siendo vestida con un traje de corsé, collar con pinchos y botas de tacón alto para convertirse en la «reina del pecado» y ser atacada con un látigo por la estrella invitada Peter Wyngarde. La cadena de televisión estadounidense se negó a emitirlo. En total cinco episodios de la primera temporada de Emma Peel no fueron inicialmente transmitidos por ABC. Estos fueron: «A Surfeit of H2O», «Silent Dust» (que mostró a Peel siendo atacada con un látigo), «Quick-Quick Slow Death», «A Touch of Brimstone» y «Honey for the Prince» (en el cual Peel realiza la danza de los siete velos), aunque fueron vistos en más tarde en repeticiones sindicadas.
Episodios anteriores de Cathy Gale y Venus Smith habían sido emitidos en Canadá antes de la llegada de Emma Peel. Las audiencias de los Estados Unidos vieron los episodios de 1962-1964 de Gale y Smith de la serie por primera vez en la década de 1990 cuando fueron transmitidos por A&E Network. Ningún episodio de Keel de la serie fue transmitido de nuevo fuera de Gran Bretaña, e incluso en el Reino Unido sólo un episodio, «The Frighteners», fue retransmitido (como parte de una serie de episodios clásicos en Channel 4 a principios de 1993, el resto en su mayoría compuesta por episodios de Gale).

## Episodios
Seis temporadas de Los vengadores se hicieron entre 1961 y 1969. Hubo una ruptura forzada en el rodaje y la transmisión hacia el final de la quinta temporada debido a problemas financieros. El investigador de televisión Andrew Pixley y los autores Paul Cornell, Martin Day y Keith Topping en su libro The Avengers Dossier: The No Authorised and No Official Guide consideran que los últimos ocho episodios producidos después del rompimiento constituyen una corta sexta temporada, y por lo tanto cuentan siete temporadas en total. Dentro de la producción interna de Los vengadores, los últimos ocho episodios se consideraron una continuación de la quinta temporada.

## Copias de episodios y DVD
Todas las cintas originales de la primera, segunda y tercera temporadas, que fueron filmadas en video, fueron destruidas.
Solo tres episodios completos de la primera temporada del programa se sabe que existen, como grabaciones en película de 16 mm. Estos son «The Frighteners» (un extracto del cual se reproduce en un televisor en la película Quadrophenia), «Girl on the Trapeze», que se encontró en el Archivo de Cine y Televisión de la Universidad de California en Los Ángeles a través de una búsqueda en Internet de su base de datos en línea, y «Tunnel of Fear», que se encontró en 2016. Además, parte del primer episodio del programa se encontró también en los Estados Unidos. El material es de los primeros 21 minutos del episodio, hasta el primer corte comercial.
Todos los episodios de la segunda y tercera temporadas sobreviven como telegrabaciones de 16mm. Estos han sido lanzados en DVD, como lo han sido todos los episodios de Emma Peel y Tara King, que fueron fimados en película. Los dos episodios sobrevivientes completos de Keel encontrados anteriormente, más el remanente del primer episodio, también han sido lanzados en el Reino Unido y los Estados Unidos, pero no están disponibles actualmente en los Estados Unidos.

## Los nuevos vengadores
La sostenida popularidad de los episodios de Tara King en Francia condujo a un anuncio de televisión francés de 1975 para una marca de champán con Thorson y Macnee retomando sus papeles. El éxito de la publicidad estimuló el interés en Francia por financiar nuevos episodios de Los vengadores.
El resultado fue una nueva serie, Los nuevos vengadores. Patrick Macnee repitió el papel del Steed, con dos nuevos compañeros, Mike Gambit (Gareth Hunt) y Purdey (Joanna Lumley). Se emitió en ITV en el Reino Unido en 1976-1977, CTV en Canadá, CBS en los Estados Unidos (en 1978-79) y TF1 en Francia (temporada 1 en 1976-1977 y 2 en 1979). Los cuatro últimos episodios fueron producidos casi totalmente por intereses canadienses y fueron filmados allí. En algunos mercados llevaron el título Los nuevos vengadores en Canadá.

## Obras derivadas

### Novelas
Una serie de novelas originales basadas en la serie fueron publicadas en la década de 1960. La primera, por Douglas Enefer, publicado por Consul Books, fue la única novela de los años 60 en la que apareció Cathy Gale. En el Reino Unido, Panther Books publicó cuatro novelas escritas por John Garforth con Emma Peel en 1967. Estas fueron reimpresas en Estados Unidos por Berkley Medallion Books. Después de que Panther dejó de publicar novelas de Los vengadores en el Reino Unido, Berkley Medallion continuó publicando sus propias novelas originales: una presentando a Emma Peel y cuatro con Tara King para el mercado estadounidense solamente; tres por Keith Laumer en 1968; y dos por Norman Daniels entre 1968-69. Berkley Medallion más tarde reimprimió todas las nueve novelas con nuevas portadas en las que aparecían fotos de Rigg y Thorson, independientemente de quien apareciera en la novela. Las dos novelas publicadas por Hodder y Stoughton en 1965-66 fueron coescritas por Patrick Macnee, haciéndole uno de los primeros actores en escribir obras derivadas, con licencia, de su propio show. Las novelas de Macnee, Deadline y Dead Duck, fueron reimpresas en el Reino Unido por Titan Books en rústica estándar en 1994 y en Francia por Huitieme Art (1995 y 1996). Ellos también fueron publicados en los Estados Unidos por primera vez por TV Books en 1998. Titan reeditó los libros en formato de rústica comercial (con las mismas portadas) para coincidir con el lanzamiento de la película Los vengadores.
En la novela de 1990 Too Many Targets por John Peel aparecían todos los compañeros de Steed (David Keel, Cathy Gale, Emma Peel y Tara King) con excepción de Venus Smith y el Dr. Martin King.
- The Avengers, Douglas Enefer, 1963
- Deadline, Patrick Macnee y Peter Leslie, 1965
- Dead Duck, Macnee y Leslie, 1966
- The Floating Game, John Garforth, 1967
- The Laugh Was on Lazarus, Garforth, 1967
- The Passing of Gloria Munday, Garforth, 1967
- Heil Harris!, Garforth, 1967
- The Afrit Affair, Keith Laumer, 1968
- The Drowned Queen, Laumer, 1968
- The Gold Bomb, Laumer, 1968
- The Magnetic Man, Norman A. Daniels, 1968
- Moon Express, Daniels, 1969
- John Steed: An Authorized Biography Vol. 1: Jealous in Honour, Tim Heald, 1977 (solo en el Reino Unido)
- Too Many Targets, John Peel and Rogers, 1990.
- The Avengers, Julie Kaewert, 1998 (novelización de la película)

Una historia corta por Peter Leslie titulada «What's a Ghoul Like You Doing in a Place Like This?» apareció en The Television Crimebusters Omnibus, una antología encuadernada editada por Peter Haining, publicada por primera vez por Orion en 1994 (esta historia de Steed y Tara King apareció por primera vez en The Avengers Annual de 1969, de Atlas Publications). Dos de los títulos de los libros en rústica de Macnee/Leslie fueron traducidos y publicados en Portugal en 1967 como «Os Vingadores: O Dia Depois De Amanha» (Deadline) y «Os Vingadores: O Pato Morto» (Dead Duck) por Deaga. Los cuatro libros de bolsillo de John Garforth publicados por Panther fueron traducidos y publicados por Roman en Francia (1967), una edición en rústica de ómnibus fue publicada en 1998 por Fleuve Noir. Tres de los libros en rústica de Garforth también fueron traducidos y publicados por Heyne en Alemania (1967/68) y se publicó una edición alemana de ómnibus encuadernada de los tres títulos de Lichtenberg (1968), reimpresa en rústica por Heyne en 1998. Todos los cuatro títulos también fueron traducidos y publicados en Holanda por Bruna (1967) y en Chile por Zig-Zag (1968).

### Cómics
Las primeras tiras de cómic con Steed y Cathy Gale primero aparecieron en revistas regionales de anuncios TV Look Westward y The Viewer del 14 de septiembre de 1963 al 9 de mayo de 1964 (más tarde en 1964, reimpreso en el periódico Manchester Evening News), este consistió de cuatro series. Las tiras de cómic de Steed y la Sra. Peel comenzaron en TV Comic en el ejemplar 720, de fecha del 2 de octubre de 1965, comenzando después del debut en la televisión de Emma Peel y fueron publicadas hasta el número 771, con fecha del 24 de septiembre de 1966 (esta tirada consistió de 10 series más una historieta de un solo capítulo de cuatro páginas en TV Comic Holiday Special de junio de 1966), cuando los derechos fueron vendidos a los editores D. C. Thomson & Co., donde la próxima versión de la tira apareció en el número 199 del periódico para niñas Diana, de fecha del 10 de diciembre de 1966, su tirada terminado en el número 224, de fecha del 2 de junio de 1967, con arte de Emilio Frejo y Juan González Alacrojo, esta tirada consistió en 8 series. Antes, la historieta «The Growing Up of Emma Peel» había aparecido en la revista de cómics June and Schoolfriend en su número 52, de fecha del 29 de enero de 1966, al número 63, de fecha del 16 de abril de 1966, esta ofrecía las aventuras de la entonces Emma Knight y su tirada fue concurrente con la tira cómica de TV Comics y consistió de 11 entrega. Los vengadores volvieron a TV Comic #877, con fecha del 5 de octubre de 1968, justo después de que Tara King debutó en la televisión, la tira de Tara y Steed continuó hasta el número 1077, con fecha del 5 de agosto de 1972, esta tirada consistió de 28 entregas más una historieta de un solo capítulo de cuatro páginas en TV Comic Holiday Special en 1972. También en 1966 Thorpe & Porter publicó un cómic de Los vengadores de 68 páginas con Steed y Peel con arte original por Mike Anglo y Mick Austin, este consistió de cuatro historias de 16 páginas.
Unas historietas relacionadas con Los vengadores han sido publicadas en los Estados Unidos. No son llamados Los vengadores porque los derechos de los nombres «Los Vengadores» y «Los Nuevos Vengadores» son propiedad de Marvel Comics para utilizarlos en sus cómics para representar a su equipo de superhéroes llamado Los Vengadores. Gold Key Comics publicó una edición de John Steed Emma Peel en 1968 (subtitulada The Avengers en la página de indicios), que incluyó dos tiras recién coloreadas y reformateadas de Los vengadores de TV Comic. Una miniserie de tres emisiones titulada Steed and Mrs. Peel apareció durante 1990–1992 bajo el sello Eclipse Comics, contó con una historia de tres partes, «The Golden Game» en los libros 1–3, por Grant Morrison y una historia de dos partes, en los libros 2 y 3, «A Deadly Rainbow» por Anne Caulfield, ambas tiras tenían arte de Ian Gibson. Boom! Studios reimprimió esta serie en seis emisiones a principios de 2012 y más tarde publicaron una nueva serie en curso escrita por Mark Waid y Caleb Monroe que duró 12 emisiones. Boom! posteriormente anunció una serie de seis emisiones, Steed and Mrs. Peel: We're Needed, que fue lanzada durante el verano de 2014. A pesar de que el número 1 mostraba que era «1 de 6», sólo tres emisiones se produjeron (mostrando en las otras emisiones «2 de 3» y «3 de 3», con la cubierta de la tercera emisión siendo la originalmente prevista para la número 4 que fue planeada para ser el comienzo de otra historia de tres emisiones).
En el Reino Unido, donde anuales en encuadernación de tapa dura tradicionalmente se producen para la venta en Navidad, Los vengadores primero aparecieron en TV Crimebusters Annual (1962) y contó con una tira cómica de 7 páginas con el Dr. David Keel titulada «The Drug Pedlar», y Atlas Publications produjo anuales en encuadernación de tapa dura de Los vengadores en 1967, 1968 y 1969, que también contó con tiras de cómic de Los vengadores originales con Steed, Emma Peel y Tara King, así como historias de texto.
Las tiras de cómic de Los vengadores de TV Comic, el cómic de Los vengadores de 1966 y unas tiras de cómic de los anuarios han sido traducidos y publicados en Alemania, Holanda, Francia y Chile.
Una serie cruzada, Batman '66 Meets Steed and Mrs. Peel, se lanzó en junio de 2016 como un esfuerzo conjunto entre DC Comics y Boom! Studios.
The League of Extraordinary Gentlemen de Alan Moore está plagada de referencias oblicuas a eventos y personajes en Los vengadores, con tres personajes sin nombre que son claramente Purdey, Tara King y Emma Peel que aparecen al final del libro Century: 2009.

### Obra de teatro
Una versión teatral de Los vengadores fue producida en Gran Bretaña en 1971, escrita por los veteranos de la serie Brian Clemens y Terence Feely y dirigida por Leslie Phillips. Fue protagonizada por Simon Oates como Steed, Sue Lloyd como su nueva compañera Hannah Wild y Kate O'Mara como la villana Madame Gerda. Los tres actores interpretaron papeles invitados en la serie original. El personaje de Hannah Wild aparenta provenir de un personaje llamado Hana Wilde (interpretado por Charlotte Rampling) que había actuado esencialmente como la compañera de Steed en el episodio de la quinta temporada «The Superlative Seven», un episodio en el que Emma Peel aparece sólo brevemente. Según John Peel en su resumen de «The Superlative Seven», «Charlotte Rampling fue rumoreada de estar siendo preparada para reemplazar a Diana Rigg en esta historia, pero finalmente nada salió de eso».

### Serie de radio
La serie de radio de Los vengadores se transmitió en Sudáfrica entre el 6 de diciembre de 1971 y el 28 de diciembre de 1973 en Springbok Radio, el servicio en idioma inglés de la South African Broadcasting Corporation (SABC), fue grabada en los estudios Sonovision de Johannesburgo, producida por Dave Gooden, los guiones de TV originales fueron adaptados y dirigidos por Tony Jay durante los primeros seis meses y Dennis Folbigge por el resto. Sudáfrica no tuvo televisión nacional hasta 1976. Los episodios fueron adaptados de episodios tanto de Emma Peel como de Tara King (con el personaje de Tara King siendo cambiado a Emma Peela lo largo). Los vengadores fueron interpretados por dos expatriados actores británicos, Donald Monat como Steed y Diane Appleby como la Sra. Peel, con Hugh Rouse como el irónico narrador. Las historias se adaptaron en seriales de cinco episodios bajo Jay y seriales de seis o siete episodios bajo Folbigge, de aproximadamente 15 minutos cada uno (incluyendo anuncios) y emitidos de lunes a viernes en Springbok Radio.
Actualmente sobreviven solamente 19 seriales completos, todos grabaciones en magnetófono de bobina abierta realizados por John Wright en 1972. También los tres primeros episodios de una nueva versión del episodio «Escape in Time» actualmente existen, episodios 1 y 2 son copias de las cintas originales de Sonovision y el episodio 3 es de una grabación fuera del aire, en audio casete, hecha por Barbara Peterson, el resto de este serial sigue desaparecido. Estos episodios también se sabe que han sido transmitidos en Nueva York en la estación WBAI 99.5 FM, desde 1977 hasta principios de los noventa y actualmente están siendo transmitidos en la estación de Miami WRGP.
Copias de las grabaciones originales realizadas fuera del aire han sido restauradas por Alan y Alys Hayes y pueden ser escuchadas en la página web The Avengers Declassified y su página web hermana Avengers on the Radio. Muchos más seriales se transmitieron durante sus dos años en la radio sudafricana, se piensa que 83 seriales fueron hechos y transmitidos, pero no se sabe de otros episodios que existan en la actualidad.

### Película
Planes para una película basada en la serie circularon durante los años sesenta, setenta, ochenta y noventa, con Mel Gibson en un momento dado siendo considerado como un candidato para el papel de Steed. En última instancia, una película fue lanzada en 1998 protagonizada por Uma Thurman como Emma Peel y Ralph Fiennes como John Steed, con Sean Connery como el villano.

### Audio
26 de junio de 2013, Big Finish Productions anunció que habían firmado una licencia con StudioCanal para producir producciones de audio de 12 episodios perdidos de la primera temporada.
El elenco principal incluye a Julian Wadham como Steed, Anthony Howell como el Dr. David Keel y Lucy Briggs-Owen como Carol Wilson. Las historias son adaptadas para audio por John Dorney.
En enero de 2014, el primer volumen conteniendo las primeras cuatro historias («Hot Snow», «Brought to Book», «Square Root of Evil» y «One for the Mortuary») fue lanzado.
El segundo volumen conteniendo las siguientes cuatro historias («Ashes of Roses», «Please Don't Feed the Animals», «The Radioactive Man» y «Dance with Death») fue lanzado en julio de 2014. El tercer volumen conteniendo las siguientes cuatro historias fue lanzado en enero de 2015.
En marzo de 2014 Big Finish anunció que el programa iba a ser ampliado para incluir todos los 26 episodios de la primera temporada, incluyendo las entonces dos historias existentes conocidas. Un total de siete cajas recopilatorias fueron lanzadas.